# Mauricio Rua
Maurício Milani Rua (portugalski izgovor : [mawˈɾisiu ˈʁuɐ]; 25. studenoga 1981.) je brazilski borac mješovitih borilačkih vještina (eng. MMA). U Ultimate Fighting Championship u je bio prvak poluteške kategorije. Rua je također bio pobjednik turnira srednje kategorije (205lb - 93kg) u Pride Fighting Championship organizaciji 2005. godine. Nadimak Shogun.
Rua ima crni pojas u brazilskom điju-đicu te crni pojas u Tajlandskom boksu (eng. Muay Thai) pod Chute Boxe akademijom. Prema Sherdog stranici Rua je rangiran kao 3. najbolji MMA borac u poluteškoj kategoriji i 10. u kategoriji najbolji od najboljih u svim kategorijama (eng. Pound for Pound).

## Životopis
Rua je rođen i odrastao je u Curitibi, Brazil. Njegov otac je uspješan poduzetnik, a majka bivša atletičarka koja se danas bavi maratonima. Shogun ima starijeg brata Murila (rođen 1980.) i mlađeg brata Marcosa "Shaolin" Ruu. Obojica treniraju mješovite borilačke vještine u kampu 'Universidade da Luta' iako se najmlađi Rua ne bori profesionalno.
Shogun je počeo trenirati tajlandski boks s 15 godina, a brazilski [[jiu-jitsu sa 17 godina. Poznati MMA komentator Mauro Ranallo jednom je izjavio da se Shogun počeo baviti brazilskim jiu-jitsuom sa 6 godina i Tajlandskim boksom u 7. godini života, i da je imao 10-0 rekord u Kickboxu. Bio je vrlo uspješan na BJJ turnirima s plavim i ljubičastim pojasom. Sljedio je bratove korake i počeo trenirati u Chute Boxe akademiji. Uz Tajlandski boks i BJJ, Rua trenira i hrvanje te boks.

## MMA Karijera
Rua je započeo svoju profesionalnu karijeru u vale tudo natjecanjima u Brazilu. Ostvario je sve tri pobjede s nokautom, uključujući pobjedu nad tadašnjim članom Chute Boxe akademije Evangelista Santosom. Nakon vale tuda natjecao se je na International Fighting Championship's (IFC) turniru. Svog prvog protivnika Erik Wanderleia je dobio tehničkim nokautom, a u polufinalu je pretrpio svoj prvi profesionalni poraz od Renata "Babalu" Sobrala koji ga je dobio polugom u trećoj rundi. Ta borba je kontroverzna zbog toga šta Rua nije tapkao za prekid borbe.

### Pride Fighting Championship
Nakon IFC turnira Rua je dospio do Pride Fighting Championship organizacije. Svoj prvi debi je odradio na Pride Bushido 1. U tri Bushida koja se je borio dobio je Akiru Shojia, Akihiro Gona te Yasuhito Namekawu nokautom u prvoj rudni. Nakon velikog uspjeha, Rua je zaslužio svoje mjesto na Pride 29 eventu, gdje se je borio protiv profesionalnog hrvača Hiromitsu Kanehara. Rua je porazio Kaneharu tehničkim nokautom u prvoj rundi.
Zbog svog uspjeha, Rua je dobio priliku u Pride turniru srednje kategorije 2005. godine. Slabe izglede je imao za osvojit turnir. U prvoj borbi na turniru suočio se je s Quinton Jacksonom koji je bio favorit. Rua je dominirao Jacksonom od početka pa do kraja, slomivši mu rebra koljenima i fantastičnim udarcima u glavu završio je borbu u prvoj rundi. Nakon borbe Jackson je izjavio da je Rua najbolji borac s kojim se je borio. U drugoj borbi na turniru Rua se je sučelio s Antonio Rogerio Nogueirom, članom Brazilskog top tima i ljutim rivalom Chute Boxe akademije. Rua je pobijedio Nogueiru odlukom sudaca. 28. kolovoza Rua je nastupao na završnici turnira gdje se je borio dva puta u jednoj noći. Rua je porazio tehničkim nokautom u prvoj rundi Alistair Overeema, dokle je Ricardo Arona porazio Wanderleija Silvu odlukom sudaca. U finalu Pride turnira, Rua je pobijedio Aronu tehničkim nokautom u 2:54 minuti prve runde i tako postao pobjednik Pride turnira srednje kategorije. Sherdog je Shoguna nagradio Borcem godine. Nakon turnira, Rua se je suočio s teškašem Mark Colemanom u Pride 31, koji je profesionalni hrvač i osvajač Pride turnira 2000. godine. U borbi Coleman je uspio srušit Shoguna koji je pao na lakat i zbog povrede je morao prekinut meč. Na Pride Final Conflict Absolute eventu lakočom je porazio Francuskog kickboxaša Cyrille Diabatea tehničkim nokautom. Na Pride 32 eventu pobijedio je polugom Kevina Randlemana, bivšeg UFC prvaka teške kategorije. Pride 33 event je bio Rui zadnji event u Pride organizaciji. Borio se je po drugi put s Nizozemcem Alistair Overeemom i porazio ga je opet s nokautom u prvoj rundi.
Nakon Pride ere, mnoge poznate MMA stranice su ga rangirale kao prvog poluteškaša na svijetu.

### Ultimate Fighting Championship
Nakon šta je UFC kupio Pride, Rua je potpisao ugovor za UFC i debitirao na UFC 76. Suočio se je s Ultimate fighter pobjednikom Forrest Griffinom. Rua je bio veliki favorit naspram Griffina. Međutim, Rua je imao probleme protiv Griffina te se je brzo umorio i tako omogućio Griffinu da lako dominira ostatkom borbe. Rua je gubio dvije runde, i tek pred kraj treće Griffin je Shoguna ulovio u polugu i ugušio ga 15 sekundi prije završetka. Oboje boraca su morali na operaciju nakon borbe. Rua je napustio Chute Boxe akademiju u siječnju 2008. godine i otvorio svoj kamp, Universidade da luta, sa svojim bratom Murilo u rodnome gradu, Curitiba, Brazilu.
Zbog operacije se nije borio na UFC 85 eventu. Umjesto toga, dobio je priliku za osvetu protiv Mark Colemana na UFC 93 u Dublinu. Shogun i Coleman su bili vidno umorni i tek pred kraj treće runde, Shogun je uspio tehničkim nokautom savladati Colemana. Zaradili su titulu borbe večeri i bonus od $40,000. Unatoč nagradi i pobjedi, Rua je privukao mnoge kritike zbog toga šta nije uspio na bolji način poraziti 44-godišnjeg Colemana koji se nije borio profesionalno više od dvije godine. Sljedeća borba je bila na UFC 97 eventu u Montrealu protiv bivšeg dugogodišnjeg prvaka poluteške kategorije, Chuck Liddella. Rua je tehničkim nokautom u prvoj rundi savladao Chuck Liddella i ponovno ušao u top 10 poluteškaša na svijetu. Zbog pobjede nad Liddellom UFC je odlučio Rui dati šansu da se bori za titulu poluteške kategorije.

### Borba za UFC titulu poluteške kategorije
Na UFC 104 Shogun je izgubio borbu od Lyoto Machide odlukom sudaca. Sva tri sudca su dali 48-47 u korist Machidi.

### UFC prvak poluteške kategorije
Nakon kontroverznog poraza na ufc 104 eventu, Rua je dobio priliku za revanš na UFC 113 u Kanadi. Rua je porazio Machidu nokautom u prvoj rundi i tako postao UFC prvak poluteške kategorije. Nakon borbe morao je na operaciju koljena u lipnju. UFC predsjednik Dana White je najavio da će Ruina prva obrana titule biti 19. ožujka 2011. godine protiv Rashad Evansa, koji je porazio Quinton Jacksona odlukom sudaca.
Međutim, objavljeno je da se je Rashad ozlijedio na treningu i da se neće moći boriti protiv Shoguna. Zbog impresivne pobjede nad Ryan Baderom, Jon Jones je dobio priliku za titulu na UFC 128. Rua je poslije objavio da je Jackson dobio priliku za titulu, ali je odbio zato što se ne bi uspio pravilno spremiti za meč.

### Gubitak titule
U svojoj prvoj obrani titule, Rua je izgubio od Jon Jonesa. Jon Jones je uspio dominirati Ruom od početka pa do kraja. Jones je završio borbu tako šta je udario Ruu ljevim udarcem u tijelo i brzim koljenom u glavu koji je srušio Ruu u parter. Rua je odmah tapkao za kraj.

### Borbe nakon gubitka titule
Revanš s Forrest Griffinom je održan 27. kolovoza 2011. godine na UFC 134 eventu. Borba je bila potpuno drugačija od prve borbe. Shogun je demonstrirao poboljšani rad glavom, rad nogama, udaračkom preciznošću i jačinom udarca te pobijedio nokautom u prvoj rundi. Od 6 poraza Rua je 3 osvetio.
Rua se je suočio s Dan Hendersonom 19. studenog 2011. na UFC 139. Izgubio je odlukom sudaca iako je puno ljudi mislilo da je borba trebala biti neriješena. UFC predsjednik Dana White je izjavio da je borba trebala biti neriješena. Prve dvije runde su bile podjednake i tek u trećoj rundi je Henderson uzdrmao Ruu desnim krošeom. U četvrtoj rundi Rua je kontrolirao borbu i udario aperkatom Hendersona, oboje borca su bili teško umorni. Rua je u petoj rundi dospio do full mount pozicije i brojnim udarcima pogodio Hendersona kojeg ipak nije uspio nokautirat zbog velikog umora. Zaradili su titulu borbe večeri i $70,000 bonusa. Borba je opisana kao jedna od boljih u UFC povijesti.
Nakon toga, 4. kolovoza 2012. Rua je nastupio u glavnoj borbi večeri protiv Brandona Vere na UFC on FOX eventu. Borba je trajala 4 runde te je Rua u više navrata imao priliku završiti borbu. Bez obzira na umor koji se nakupljao u 2. i 3. rundi, Rua je završio borbu tehničkim nokautom, a presudan je bio snažan lijevi kroše nakon kojeg je Veri ispala zaštitna guma iz usta.

## Osobni život
Rua je oženio fizoterapeutkinju Renatu Riberio, 12. rujna 2007. godine. Par ima kćerku Mariu Eduardu, rođenu 15. siječnja 2010. godine.
Prije nego šta je postao borac Rua je radio kao model u Brazilu. Kasnije je izjavio da mu se je sviđalo biti model, ali se je odlučio posvetit samo borilačkom životu. Uz svog brata je jako blizak s Wanderlei Silvom i izjavio je da su to jedine dvije osobe s kojima se nikad u životu nebi borio. Maurício je Talijanskog i Portugalskog porijekla.

### UFC prihodi
U prihode nisu uračunati novci od sponzora, postotci od kupljenih ppv-a i "locker room" bonusi koje UFC daje borcima.
- UFC 76
  - Rua: $150,000 (samo plaća)
- UFC 93
  - Rua: $40,000 (nepoznata plaća, samo bonus zbog borbe večeri)
- UFC 97
  - Rua: $70,000 ( nepoznata plaća, samo bonus zbog nokauta večeri)
- UFC 104
  - Rua: $155,000 (plaća plus bonus radi kontroverznog poraza)
- UFC 113
  - Rua:$65,000 (nepoznata plaća, samo bonus zbog nokauta večeri)
- UFC 128
  - Rua:$165,000 (samo plaća)
- UFC 134
  - Rua:$165,000 (samo plaća)
- UFC 139
  - Rua:$235,000 (plaća($165,000) plus bonus($70,000) zbog borbe večeri)

## Prvenstva i postignuća

### mješovite borilačke vještine
- PRIDE Fighting Championships
  - Pobjednik PRIDE turnira srednje kategorije (2005)
- Ultimate Fighting Championship
  - Prvak UFC poluteške kategorije (jedanput) 
  - Nokaut noći (dva puta) 
  - Borba večeri (dva puta)
- MMA nagrade
  - Nokaut godine (2010) protiv Lyoto Machide 8. svibnja   Arhivirana inačica izvorne stranice od 25. srpnja 2011. (Wayback Machine)
- Sherdog
  - Borba godine (2005) protiv Antonio Rogerio Nogueire 26. lipanj

### Brazilski džiju-džicu
| Status    | Datum | Prvenstvo | Kilaža | Lokacija |
| --------- | ----- | --- | ------ | -------- |
| Pobjednik | N/A   | Prvenstvo Južne Amerike u Brazilskom džiju-džicu Arhivirana inačica izvorne stranice od 22. srpnja 2012. (Wayback Machine)      | 80 kg  | Brazil   |
| 5. mjesto | N/A   | Prvenstvo u Brazilskom džiju-džicu Arhivirana inačica izvorne stranice od 22. srpnja 2012. (Wayback Machine)(plavi pojas level) | 80 kg  | Brazil   |

### Tajlandski boks
| Status    | Datum | Prvenstvo             | Kilaža             | Lokacija |
| --------- | ----- | --------------------- | ------------------ | -------- |
| Pobjednik | 2003  | Storm Muay Thai event | Srednja kategorija | Brazil   |

## MMA rekord
| 26 borbi       | Pobjede | Porazi |
| -------------- | ------- | ------ |
| Nokaut         | 17      | 2      |
| Poluga         | 1       | 2      |
| Sudačka odluka | 2       | 2      |

| width="60" bgcolor="#f8e3e8" | Poraz

| width="60" bgcolor="#AAF0D1" | Pobjeda

| width="60" bgcolor="#f8e3e8" | Poraz

| width="60" bgcolor="#AAF0D1" | Pobjeda

| width="60" bgcolor="#f8e3e8" | Poraz

| width="60" bgcolor="#AAF0D1" | Pobjeda

| width="60" bgcolor="#AAF0D1" | Pobjeda

| width="60" bgcolor="#f8e3e8" | Poraz

|style="text-align: left;"|Anaheim, Kalifornija, SAD
| width="60" bgcolor="#AAF0D1" | Pobjeda

|style="text-align: left;"| Las Vegas, Nevada, SAD
| width="60" bgcolor="#AAF0D1" | Pobjeda

| width="60" bgcolor="#AAF0D1" | Pobjeda

| width="60" bgcolor="#AAF0D1" | Pobjeda

| width="60" bgcolor="#f8e3e8" | Poraz

| width="60" bgcolor="#AAF0D1" | Pobjeda

| width="60" bgcolor="#AAF0D1" | Pobjeda

| width="60" bgcolor="#AAF0D1" | Pobjeda

| width="60" bgcolor="#AAF0D1" | Pobjeda

| width="60" bgcolor="#AAF0D1" | Pobjeda

| width="60" bgcolor="#AAF0D1" | Pobjeda

| width="60" bgcolor="#AAF0D1" | Pobjeda

| width="60" bgcolor="#AAF0D1" | Pobjeda

| width="60" bgcolor="#f8e3e8" | Poraz

| width="60" bgcolor="#AAF0D1" | Pobjeda

| width="60" bgcolor="#AAF0D1" | Pobjeda

| width="60" bgcolor="#AAF0D1" | Pobjeda

| width="60" bgcolor="#AAF0D1" | Pobjeda

| Rezultat | Rekord                     | Protivnik                                 | Ishod                         | Event              | Datum | Runda | Vrijeme                       | Lokacija                                                                                   | Bilješke |
| 20-6     | Dan Henderson              | Sudačka odluka(jednoglasna)               | UFC 139                       | 19. studeni 2011.  | 5     | 5:00  | San Jose, Kalifornija, SAD    | Borba večeri.                                                                              |          |
| 20-5     | Forrest Griffin            | KO(udarci)                                | UFC 134                       | 27. kolovoz 2011.  | 1     | 1:53  | Rio de Janeiro, Brazil        |                                                                                            |          |
| 19-5     | Jon Jones                  | TKO(udarci rukama i koljenima)            | UFC 128                       | 19. ožujak 2011.   | 3     | 2:37  | Newark, New Jersey, SAD       | Izgubio je UFC titulu poluteške kategorije.                                                |          |
| 19-4     | Lyoto Machida              | KO(udarci rukama)                         | UFC 113                       | 8.svibanj 2010.    | 1     | 3:35  | Montréal, Quebec, Kanada      | Osvojio je UFC titulu poluteške kategorije; nokaut večeri. nagrada za nokaut godine(2010). |          |
| 18-4     | Lyoto Machida              | Sudačka odluka(jednoglasna)               | UFC 104                       | 24. listopad 2009. | 5     | 5:00  | Los Angeles, Kalifornija, SAD | Za UFC titulu poluteške kategorije.                                                        |          |
| 18-3     | Chuck Liddell              | TKO(udarci rukama)                        | UFC 97                        | 18. travanj 2009.  | 1     | 4:28  | Montréal, Quebec, Kanada      | Nokaut večeri.                                                                             |          |
| 17-3     | Mark Coleman               | TKO(udarci rukama)                        | UFC 93                        | 17. siječnja 2009. | 3     | 4:36  | Dublin, Irska                 | Borba večeri.                                                                              |          |
| 16-3     | Forrest Griffin            | Predaja(ključ na vratu)                   | UFC 76                        | 22. rujan 2007.    | 3     | 4:45  | UFC debi.                     |                                                                                            |          |
| 16-2     | Alistair Overeem           | KO(udarci rukama)                         | Pride 33                      | 24. veljača 2007.  | 1     | 3:37  |                               |                                                                                            |          |
| 15-2     | Kazuhiro Nakamura          | Sudačka odluka(jednoglasna)               | Pride Shockwave 2006          | 31. prosinac 2006. | 3     | 5:00  | Saitama, Japan                |                                                                                            |          |
| 14-2     | Kevin Randleman            | predaja(ključ na koljenu)                 | Pride 32                      | 21. listopad 2006. | 1     | 2:35  | Las Vegas, Nevada, SAD        |                                                                                            |          |
| 13-2     | Cyrille Diabate            | TKO(udaranje petom po glavi)              | Pride Final Conflict Absolute | 10. rujan 2006.    | 1     | 5:29  | Saitama, Japan                |                                                                                            |          |
| 12-2     | Mark Coleman               | TKO(ozljeda)                              | Pride 31                      | 26. veljača 2006.  | 1     | 0:49  | Saitama, Japan                | Shogun je slomio ruku.                                                                     |          |
| 12-1     | Ricardo Arona              | KO(udarci)                                | Pride Final Conflict 2005     | 28. kolovoz 2005.  | 1     | 2:54  | Saitama, Japan                | Osvojio je PRIDE turnir srednje kategorije (2005).                                         |          |
| 11-1     | Alistair Overeem           | TKO(udarci rukama)                        | Pride Final Conflict 2005     | 28. kolovoz 2005.  | 1     | 2:54  | Saitama, Japan                | Polufinale PRIDE turnira srednje kategorije.                                               |          |
| 10-1     | Antônio Rogério Nogueira   | Sudačka odluka(jednoglasna)               | Pride Critical Countdown 2005 | 26. lipanj 2005.   | 3     | 5:00  | Saitama, Japan                | Četvrt-finale PRIDE turnira srednje kategorije.                                            |          |
| 9-1      | Quinton Jackson            | TKO(udarci nogom u glavu)                 | Pride Total Elimination 2005  | 23. travanj 2005.  | 1     | 4:47  | Osaka, Japan                  | Prva borba PRIDE turnira srednje kategorije.                                               |          |
| 8-1      | Hiromitsu Kanehara         | TKO(udarac nogom u glavu)                 | Pride 29                      | 20. veljača 2005.  | 1     | 1:40  | Saitama, Japan                |                                                                                            |          |
| 7-1      | Yasuhito Namekawa          | TKO(udarac nogom u glavu i udarci rukama) | Pride Bushido 5               | 14. listopad 2004. | 1     | 6:02  | Osaka, Japan                  |                                                                                            |          |
| 6-1      | Akihiro Gono               | TKO(udarac nogom u glavu)                 | Pride Bushido 2               | 15. veljača 2004.  | 1     | 9:04  | Yokohama, Japan               |                                                                                            |          |
| 5-1      | Akira Shoji                | KO(udarci rukama i udaranje petom)        | Pride Bushido 1               | 5.listopad 2003.   | 1     | 3:47  | Saitama, Japan                | PRIDE debi.                                                                                |          |
| 4-1      | Renato Sobral              | Predaja(giljotina)                        | IFC: Global Domination        | 6. rujan 2003.     | 3     | 3:07  | Denver, Colorado, SAD         | Polufinale IFC turnira poluteške kategorije.                                               |          |
| 4-0      | Erik Wanderley             | TKO(udarci rukama)                        | IFC: Global Domination        | 6. rujan 2003.     | 2     | 2:54  | Denver, Colorado, SAD         | Četvrt-finale IFC turnira poluteške kategorije.                                            |          |
| 3-0      | Evangelista Santos         | TKO(udarci rukama)                        | Meca World Vale Tudo 9        | 1. kolovoz 2003.   | 1     | 8:12  | Rio de Janeiro, Brazil        |                                                                                            |          |
| 2-0      | Angelo Antonio de Oliveira | TKO(udarci nogom u glavu)                 | Meca World Vale Tudo 8        | 16. svibanj 2003.  | 1     | 0:55  | Curitiba, Brazil              | Nakon udarca nogom u glavu De Oliveira je ispao iz ringa.                                  |          |
| 1-0      | Rafael Freitas             | KO(udarac nogom u glavu)                  | Meca World Vale Tudo 7        | 8. studeni 2002    | 1     | 4:00  | Curitiba, Brazil              |                                                                                            |          |